# Kolorimetrie
Unter Kolorimetrie versteht man die Konzentrationsbestimmung einer Substanz in einer meist flüssigen Phase durch eine Vergleichsmessung mit einer Farbskala, die wiederum einer bekannten Konzentration der Substanz entspricht. Die Kolorimetrie darf nicht mit dem Messprinzip eines Photometers verwechselt werden. Kolorimeter erlauben z. B. auch das Messen von Substanzen, die nicht dem Lambert-Beerschen Gesetz folgen, wie etwa kolloide Lösungen und Suspensionen.
Dabei wird entweder (bei gefärbten Substanzen) die Farbintensität einer Probe direkt durch optischen Vergleich gemessen, oder die Substanz nach Überführung in ein gefärbtes Reaktionsprodukt durch eine chemische Reaktion, mit Hilfe einer geeigneten Vergleichsskala gemessen. Bei der Messung wird die Farbdichte der zu messenden Substanz direkt mit der Vergleichsskala bestimmt. Bei Farbgleichheit entspricht die Konzentration der Substanz dem auf der Skala eingedruckten Wert beziehungsweise dem entsprechenden Wert in einer Tabelle.
Die Messung der Konzentration wird oft mit Hilfe eines optischen Kolorimeters bestimmt. Dieses erlaubt mit den Augen den direkten Farbvergleich der zu messenden Substanz mit einer kalibrierten Farbskala. Diese Skala, die in das Kolorimeter gesteckt wird, kann aus Gelatinefiltern, Glasfiltern oder auch einfach nur aus einer bedruckten Papierskala bestehen. Die Farbskala ist bei einem optischen Kolorimeter häufig austauschbar, um verschiedene Stoffe bzw. Konzentrationsbereiche zu messen. Ein Verfahren zur Kolorimetrie ohne Verwendung einer speziellen Vergleichslösung wurde von Alfred Thiel als Absolutkolorimetrie bezeichnet. Seit einigen Jahren wird die kolorimetrische Art der Konzentrationsbestimmung zunehmend auch mit elektronischen Geräten durchgeführt. Diese messen dabei im Allgemeinen lediglich die Intensität einer gefärbten Lichtquelle und vergleichen diese (elektronisch) mit entsprechenden Werten aus einer Vergleichstabelle.

## Anwendung
In der Medizin wurde früher häufig der Hämoglobingehalt im Blut durch ein kolorimetrisches Verfahren bestimmt. Es wird heute vor allem noch in der Kinderheilkunde bei Neugeborenen angewendet.
Kolorimetrische Messungen werden wegen des geringen Aufwandes häufig in der Aquaristik und besonders in „Feldversuchen“ – z. B. im Umweltschutz oder bei Expeditionen – durchgeführt, um den Gehalt von Metallionen (Eisen, Blei, Kupfer, Mangan etc.) in einer Probe zu bestimmen. Auch zur analytischen Bestimmung von Peroxiden oder Ozon wird die Kolorimetrie noch häufig eingesetzt.